# 日本工業倶楽部
一般社団法人日本工業倶楽部（にほんこうぎょうくらぶ）は、当時の有力実業家により「工業家が力を合わせて、わが国の工業を発展させる」ことを目的として1917年（大正6年）に創立された法人。
初代会長は三菱合資会社頭取の豊川良平で、初代理事長は三井合名会社理事長の團琢磨。重要経済問題、労働問題などに関して調査活動および政府への建議を行い、経済団体としての機能を果たしてきた。第二次世界大戦後は戦後経済の復興発展の礎のような役割を担い、経済団体連合会（経団連）、日本経営者団体連盟（日経連）をはじめとした経済団体の設立と育成に協力し、それらの団体と重複する事業は行わないこととなった。元経済産業省所管
の社団法人で、現在は財界人の交流の場として公益法人としての役割を果たしている。

## 歴代理事長
|      | 氏名         | 在任期間                       |
| ---- | ------------ | ------------------------------ |

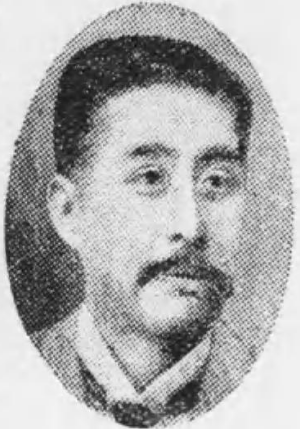
2代目理事長・木村久寿弥太

| 初代 | 団琢磨       | 1917年3月10日 - 1932年3月5日   |
| 2代  | 木村久寿弥太 | 1932年3月19日 - 1935年11月23日 |
| 3代  | 大橋新太郎   | 1935年12月13日 - 1939年1月30日 |
| 4代  | 磯村豊太郎   | 1939年1月30日 - 1939年10月26日 |
| 5代  | 井坂孝       | 1940年1月18日 - 1947年1月22日  |
| 6代  | 宮島清次郎   | 1947年1月22日 - 1963年9月6日   |
| 7代  | 石坂泰三     | 1963年9月16日 - 1975年3月6日   |
| 8代  | 植村甲午郎   | 1975年3月17日 - 1978年8月1日   |
| 9代  | 土光敏夫     | 1978年10月2日 - 1988年8月4日   |
| 10代 | 大槻文平     | 1988年9月20日 - 1992年8月9日   |
| 11代 | 平岩外四     | 1992年8月28日 - 2007年5月22日  |
| 12代 | 今井敬       | 2007年6月19日 -                |

## 日本工業倶楽部会館

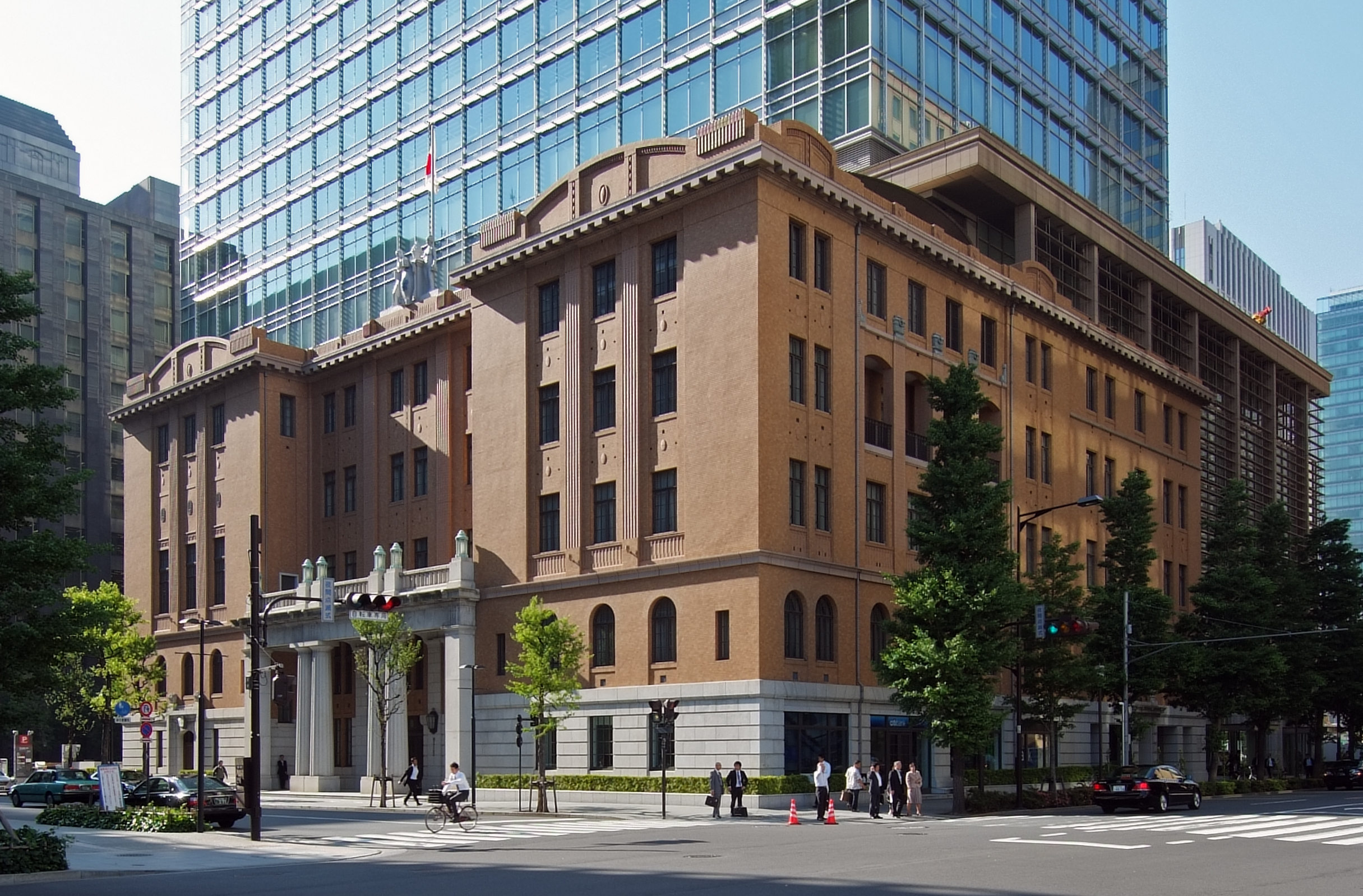
日本工業倶楽部会館

日本工業倶楽部創立後直ちに建設が計画され、1920年（大正9年）11月、地上5階、鉄筋コンクリート造、一部鉄骨造の会館が
丸の内の旧伝奏屋敷跡に完成した。設計は横河民輔、ファサードは松井貴太郎、インテリアは橘教順と鷲巣昌が担当した。日本における数少ない本格的なセセッション様式であり、全体に「雅にして堅」を旨とし、国賓を迎えることを考慮して、正面玄関にはドーリア式オーダーのエントランス・ポーチが配され、正面階段も広くとられた。正面屋上には小倉右一郎作の二つの人像が置かれ、戦前の日本経済の中心であった石炭（ハンマーをもった男性）と紡績（糸巻きを持つ女性）を表現している。日本工業倶楽部の事務局が置かれ、戦後はかなりの間、経団連、日経連、経済同友会も事務局を置いていた。1999年8月23日、登録有形文化財として登録されたが、老朽化のため、2003年3月に会館の南側部分を保存・再現したうえで建て替え、三菱信託銀行本店ビルとして竣工した。